# خوسيه باريل
خوسيه باريل (بالإسبانية: José Barril)‏ هو لاعب كرة قدم إسباني في مركزي الوسط، ولد في 25 أبريل 1992 في مدريد في إسبانيا. لعب مع ريال مدريد ج ونادي أونتينيينت ونادي بان.

## وصلات خارجية
- خوسيه باريل على موقع قاعدة بيانات كرة القدم.إي يو (الإنجليزية)
- خوسيه باريل على موقع Soccerway.com (الإنجليزية)